# Daluis
Daluis (okzitanisch Daluèis) ist eine französische Gemeinde im Département Alpes-Maritimes in der Region Provence-Alpes-Côte d’Azur. Sie gehört zum Arrondissement Nizza und zum Kanton Vence. Die Bewohner nennen sich Daluisiens.

## Geografie
Die Gemeinde liegt in den französischen Seealpen und grenzt im Norden an Sauze und Guillaumes, im Osten an La Croix-sur-Roudoule, im Süden an Saint-Léger, im Südwesten an Sausses sowie im Westen an Castellet-lès-Sausses.
Durch Daluis fließt der Var, der auf der Strecke von Guillaumes nach Darluis mit den Gorges de Daluis einen tief eingeschnittenen Canyon gebildet hat.

## Bevölkerungsentwicklung
| Jahr      | 1962 | 1968 | 1975 | 1982 | 1990 | 1999 | 2008 | 2012 | 2018 |
| --------- | ---- | ---- | ---- | ---- | ---- | ---- | ---- | ---- | ---- |
| Einwohner | 182  | 202  | 185  | 124  | 110  | 132  | 126  | 152  | 144  |

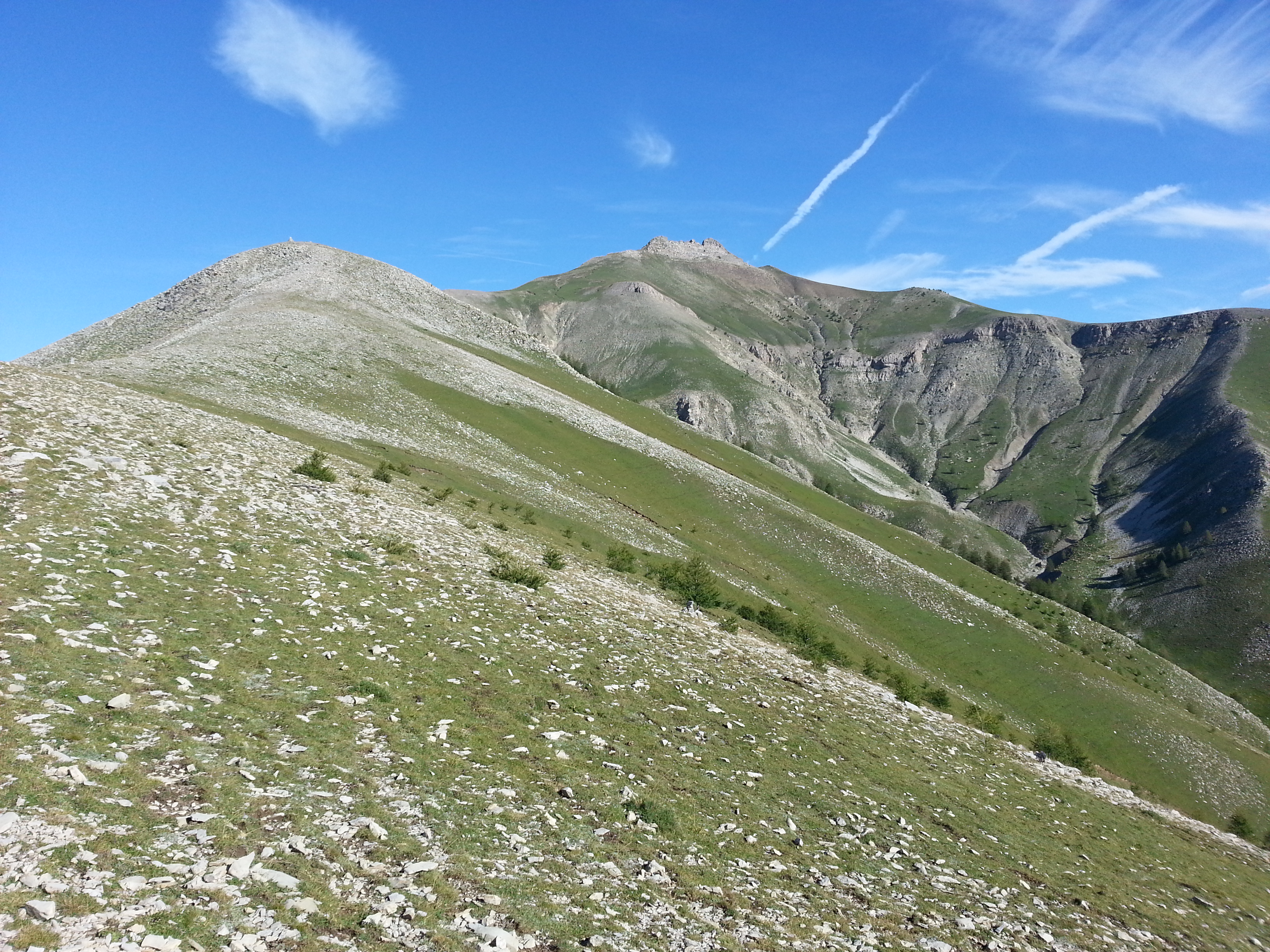
Mont Saint-Honorat
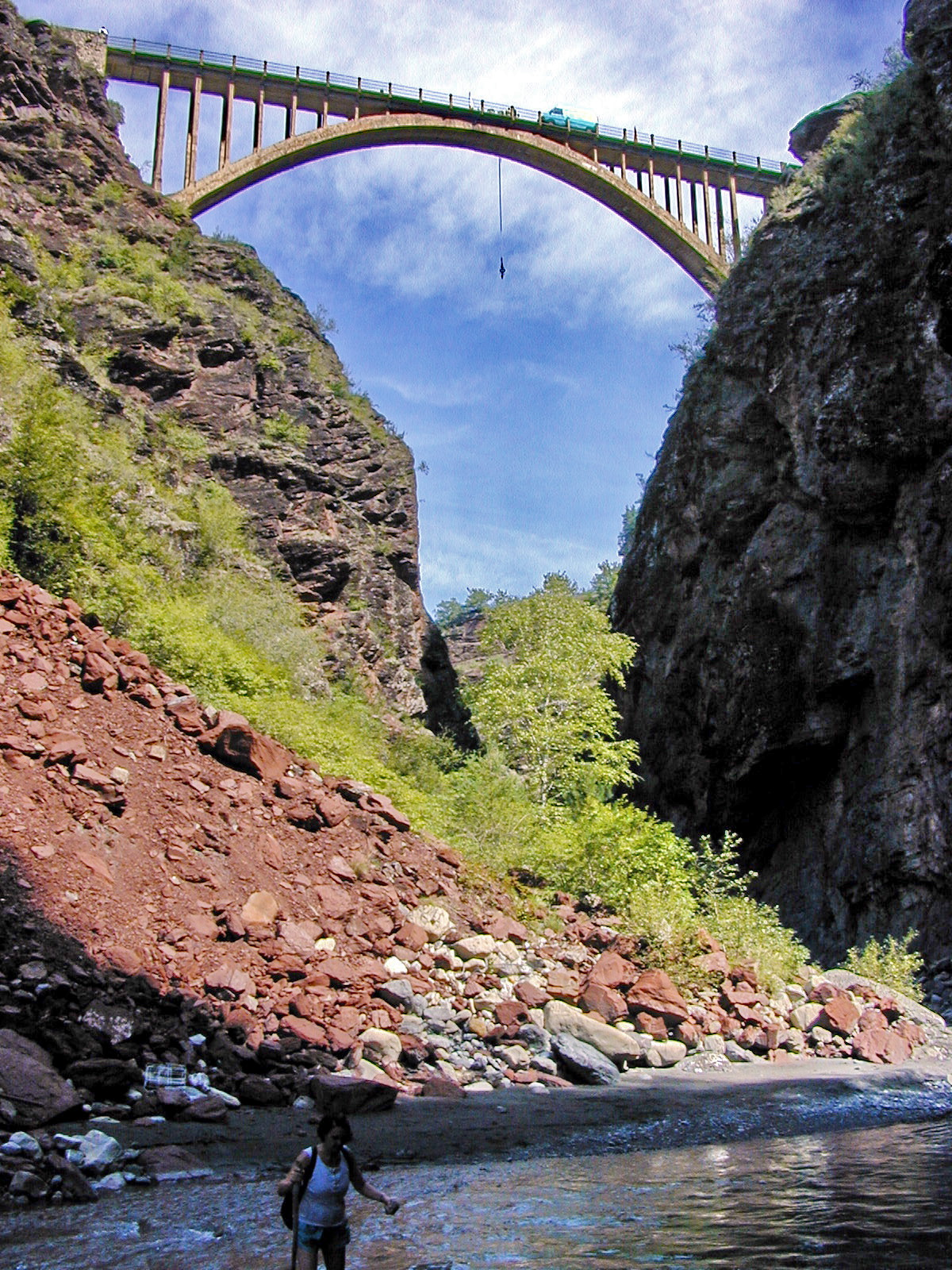
Pont de la Mariée
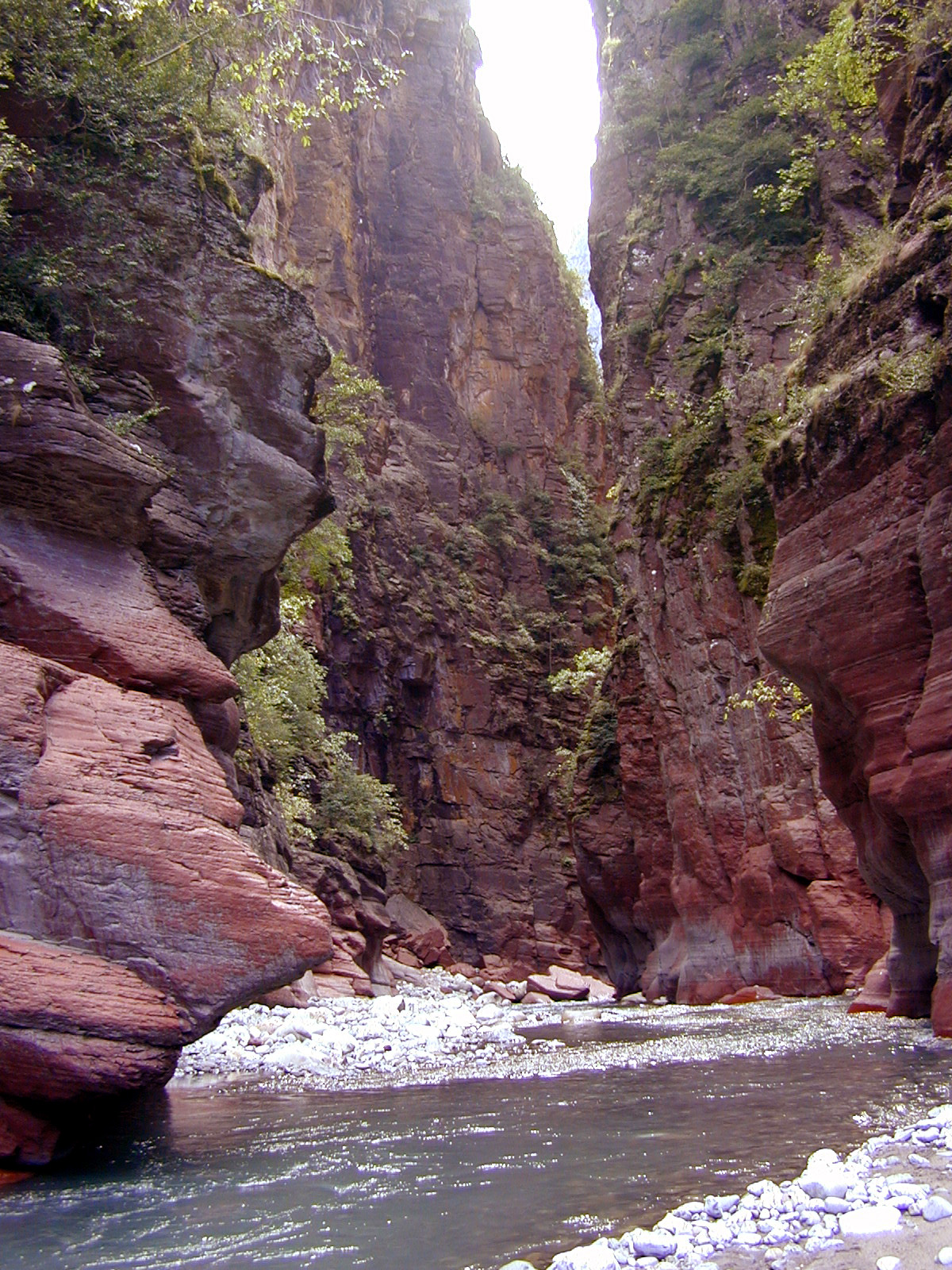
Var in der Schlucht Gorges de Daluis

## Religion
Die Kirche St. Coelestin (Saint-Célestin) gehört zur Pfarrei St. Johannes der Täufer (Saint-Jean-Baptiste) mit Sitz in Guillaumes, Bistum Nizza.